# Lauren Storm
Lauren Marlene Storm, född 2 januari 1987 i Chicago, är en amerikansk skådespelerska. Hon har bland annat spelat Taylor Hagan i TV-serien Flyg 29 saknas. Hon har även spelat Treece i filmen I love you Beth Cooper.
Storm blev nominerad till Young Artist Awards 2003 för sin medverkan i två avsnitt 2002 i Malcolm - Ett geni i familjen.